# Ґутово-Мале
Ґутово-Мале (пол. Gutowo Małe) — село в Польщі, у гміні Вжесня Вжесінського повіту Великопольського воєводства.
Населення — 673 особи (2011).
У 1975-1998 роках село належало до Познанського воєводства.

## Демографія
Демографічна структура станом на 31 березня 2011 року:
|          | Загалом | Допрацездатний вік | Працездатний вік | Постпрацездатний вік |
| -------- | ------- | ------------------ | ---------------- | -------------------- |
| Чоловіки | 337     | 84                 | 228              | 25                   |
| Жінки    | 336     | 78                 | 199              | 59                   |
| Разом    | 673     | 162                | 427              | 84                   |